# Фиалков, Яков Анатольевич
Я́ков Анато́льевич (Нафту́лович) Фиа́лков (20 ноября 1895, Киев — 16 ноября 1958, Киев) — доктор химических наук, профессор, член-корреспондент АН УССР.

## Биография
Сын Нафтоля Берковича Фиалкова (из Пинска) и Иты Борух-Мордковны Горностайпольской'. В 1930 году окончил аспирантуру КПИ. В то же время (с 1925 по 1935 год) был доцентом Киевского фармацевтического института. Впоследствии с 1929 по 1941 год был доцентом КПИ.
С 1930 года стал старшим научным сотрудником Института химии АН УССР. С 1944 по 1956 год был профессором кафедры неорганической химии.
Умер 16 ноября 1958. Похоронен в Киеве на Байковом кладбище.

## Семья
- Сын — Юрий Яковлевич Фиалков (1931—2002) — советский и украинский учёный-химик, доктор химических наук, профессор Киевского политехнического института, специалист в области физической химии растворов, активный популяризатор научных знаний. Лауреат Государственной премии СССР, заслуженный деятель науки и техники Украины. Также известен как писатель-фантаст (псевдоним — Юрий Цветков).

## Публикации
Автор более 200 работ, среди них 11 монографий. Некоторые из публикаций:
- «Методи аналізу лікарських речовин» («Методы анализа лекарственных веществ»). Учебник. Киев, 1935;
- «Исследования в области комплексных соединений галогенидов и полигалогенидов йода». Монография. Киев, 1950;
- «Межгалоидные соединения». Киев, 1958;
- «Редкие металлы и их значение в народном хозяйстве». Киев, 1948;
- «Будова молекул» («Строение молекул»). Научно-популярная брошюра. Киев, 1952.

## Ученики
Руководитель трёх докторских и 32 кандидатских диссертации. Среди учеников: В. П. Крамаренко, А. И. Генгринович, Л. И. Рапопорт.